# Freesound
Freesound és un dipòsit col·laboratiu de mostres d’àudio amb llicència CC i organització sense ànim de lucre, amb més de 400.000 sons i efectes, i 8 milions d’usuaris registrats (a març de 2019). Els usuaris pengen sons al lloc web i cobreixen una àmplia gamma de temes, des de gravacions de camp fins a sons sintetitzats. El contingut d'àudio en el repositori pot ser etiquetada i visitades pels folksonomic mitjans, així com la recerca estàndard basat en text. El contingut d’àudio del dipòsit també s'analitza mitjançant l'eina d’anàlisi d’àudio de codi obert Essentia, que potencia la funcionalitat de cerca de semblances del lloc. Freesound té una API RESTful mitjançant la qual aplicacions de tercers poden accedir i recuperar contingut d'àudio i les seves metadades.

## Llicències
Freesound va utilitzar originalment la llicència CC Sampling Plus per a totes les mostres, però des de llavors ha canviat a utilitzar CC0, CC BY i CC BY-NC. Les mostres més antigues romanen a Sampling Plus tret que els usuaris que les han carregat les hagin donat una nova llicència.
Totes aquestes llicències permeten l'ús i la distribució de les mostres (modificades o no) amb finalitats no comercials, i en el cas de CC0 i CC BY també amb finalitats comercials. La llicència Sampling Plus no permet la distribució comercial de mostres sense modificar i, per tant, com CC BY-NC, falla la definició d’obres culturals lliures i les directrius de programari lliure de Debian i no és prou lliure com per utilitzar-les a la Viquipèdia, programari lliure programes i altres projectes que requereixen contingut gratuït.

## Llençament
El projecte de Freesound es va llançar oficialment el 5 d'abril de 2005 en el marc de la Conferència Internacional de Música per Ordinador de 2005. És un projecte del Grup de Tecnologia Musical de la Universitat Pompeu Fabra, Barcelona. Frederic Font dirigeix l'equip responsable del desenvolupament i administració del lloc web Freesound.
Children of Men va ser la primera gran pel·lícula coneguda que va utilitzar legalment una mostra de Freesound en la seva producció. El so utilitzat era "male_Thijs_loud_scream.aiff" publicat per l'usuari thanvannispen, i la pel·lícula atribueix correctament la mostra als crèdits.

## Característiques
- Etiquetes de metadades
- Geoetiquetatge
- Paquets de mostra
- Arbre de remescles
- Cerca de semblança
- Marcadors de so
- Fòrum
- Seguiu els usuaris i les etiquetes
- Visualització de formes d'ona
- Previsualització HTML5 / Flash
- API RESTful
- Llicències CC

Les funcions de Freesound estan dissenyades per facilitar la indexació, la cerca i la navegació dels fitxers de so del lloc web. Atès que les llicències utilitzades (excepte CC0) estableixen que els autors de l'obra original han de ser acreditats a l'obra derivada, el lloc pot generar automàticament una llista d'atribució per fer-ho més fàcil.

## Arquitectura de programari
La plataforma Freesound es basa en la tecnologia desenvolupada pel Music Technology Group de la Universitat Pompeu Fabra, Barcelona.
- Cerques de semblança basades en funcions d'àudio extretes automàticament mitjançant l'eina d'anàlisi d'àudio Essentia.[3]
- Visualització de la forma d'ona espectral del centreide[4]

També s'utilitzen les següents tecnologies web:
- Scripting Python
- Base de dades PostgreSQL
- Cerca de text Apache Solr